# Hirondelle à gorge blanche
Hirundo albigularis
Espèce
Statut de conservation UICN

 LC  : Préoccupation mineure
L'Hirondelle à gorge blanche (Hirundo albigularis) est une espèce de passereau de la famille des Hirundinidae.
Cet oiseau niche à travers l'Afrique australe et est résident au Zimbabwe ; il hiverne à travers le miombo.
Elle est rare en République du Congo.